# Marcel Godard
Pour les articles homonymes, voir Godard.
Ne doit pas être confondu avec Marcel Joseph Godard.
Marcel Godard, né le 19 avril 1888 à Paris et mort le 28 septembre 1965 à Prémilhat dans l'Allier,,, est un coureur cycliste français. Ancien professionnel, il a été vainqueur de Paris-Bourges en 1922 et deuxième du championnat de France de cyclisme sur route la même année.
Il est mobilisé pendant la Première Guerre mondiale dans le 28e régiment d'infanterie.

## Distinctions
- Croix de guerre 1914-1918 (1919)

## Palmarès
- 1909
  - Trophée de France
- 1910
  - Critérium du Lyon Républicain
- 1911
  - Critérium du Lyon Républicain
  - Versailles-Rambouillet-Versailles
- 1912
  - 3e de Paris-Flers
- 1913
  - 2e de Paris-Sens
- 1914
  - 2e du championnat de Paris
  - 3e du Challenge Meunier
  - 3e de Paris-Le Mont-Saint-Michel
  - 3e du Circuit d'Amboise
- 1919
  - 2e du Circuit de Paris
  - 2e de Pantin-Meaux-Pantin
  - 3e du Paris-Nancy
- 1920
  - 2e étape du Circuit de Provence
  - Circuit du Finistère
  - Circuit du Morvan
  - 3e du Circuit de Provence
  - 3e du Circuit des villes d'eaux d'Auvergne
- 1921
  - 2e du Circuit de la Creuse
  - 2e de Paris-La Flèche
  - 3e de Paris-Bourganeuf
  - 3e du Circuit de Paris
  - 3e du Circuit des villes d'eaux d'Auvergne
- 1922
  - Paris-Bourges
  - 2e du Circuit du Cantal
  - 2e du championnat de France sur route
  - 3e de Paris-Saint-Étienne
  - 3e de Paris-Soissons
  - 3e du Circuit des Charentes
  - 4e de Paris-Bruxelles
- 1923
  - Circuit de l'Allier
  - Paris-Angers
- 1924
  - Paris-Calais
  - 2e de Paris-Caen
  - 2e de Paris-Contres
  - 7e de Paris-Bruxelles
- 1925
  - Circuit de Vesoul
  - 3e de Paris-Caen
- 1927
  - 2e du Circuit de l'Allier
- 1928
  - 2e du Circuit boussaquin